# Crambus eraeneus
Crambus eraeneus là một loài bướm đêm trong họ Crambidae.